# De Klusjesmannen
De Klusjesmannen was een Nederlands televisieprogramma van de publieke omroep BNN. Rámon en Sander testen in het programma de zomerbaantjes voor jongeren. Ze gaan op bezoek bij bedrijven waar veel zomerwerk wordt gedaan en moeten écht aan de bak. In het 2e seizoen testen ze hobby's.

## Geschiedenis
De Klusjesmannen komt voort uit een actie voor Serious Request 2010 (van 3FM). Rámon en Sander deden daar vervelende klusjes om geld op te halen voor het goede doel. Ze werden een ware hit en hadden het idee er een programma van te maken.

## "Tik 'm aan ouwe!"
Tijdens de klusjes worden altijd flauwe grappen gemaakt. Deze grappen sluiten ze altijd af met de zin "Tik 'm aan ouwe!". Ze geven vervolgens elkaar een high five.

## Tik 'm Aan Award
In seizoen 1 beoordelen Sander en Rámon aan het eind van iedere aflevering de werkgever. Ze doen dit met de Tik 'm Aan Award: deze prijs is een hand met vijf vingers, die afgebroken kunnen worden. Hoe lager de beoordeling, hoe minder vingers de prijs overhoudt.

## Seizoenen

### 2011: seizoen 1
| Datum van uitzending | Bedrijf, Branche    | Beoordeling | Kijkcijfers |
| -------------------- | ------------------- | ----------- | ----------- |
| 3 juli 2011          | Duinrell, Pretpark  | 4 vingers   | 346.000     |
| 10 juli 2011         | Jumbo, Supermarkt   | 3 vingers   | 253.000     |
| 17 juli 2011         | Bejaardentehuis     | 4 vingers   | 315.000     |
| 24 juli 2011         | Boerderij           | 4 vingers   | 338.000     |
| 31 juli 2011         | Van der Valk, Hotel | 3 vingers   | 315.000     |
| 7 augustus 2011      | Markt               | 3 vingers   | 236.000     |
| 14 augustus 2011     | Reisleider          | 4 vingers   | 404.000     |

### 2012: seizoen 2
| Datum van uitzending | Hobby's                         |
| -------------------- | ------------------------------- |
| 8 juli 2012          | Cartunen, Bloemschikken         |
| 15 juli 2012         | Goochelen, Star Wars verzamelen |
| 22 juli 2012         | Hondenshow, Modeltekenen        |
| 29 juli 2012         | Linedancen, Vissen              |
| 5 augustus 2012      | Scouting, Dammen                |
| 12 augustus 2012     | Larp-en, Taart decoreren        |
| 19 augustus 2012     | Strandwacht, Vliegtuigspotten   |